# Finská hokejová reprezentace

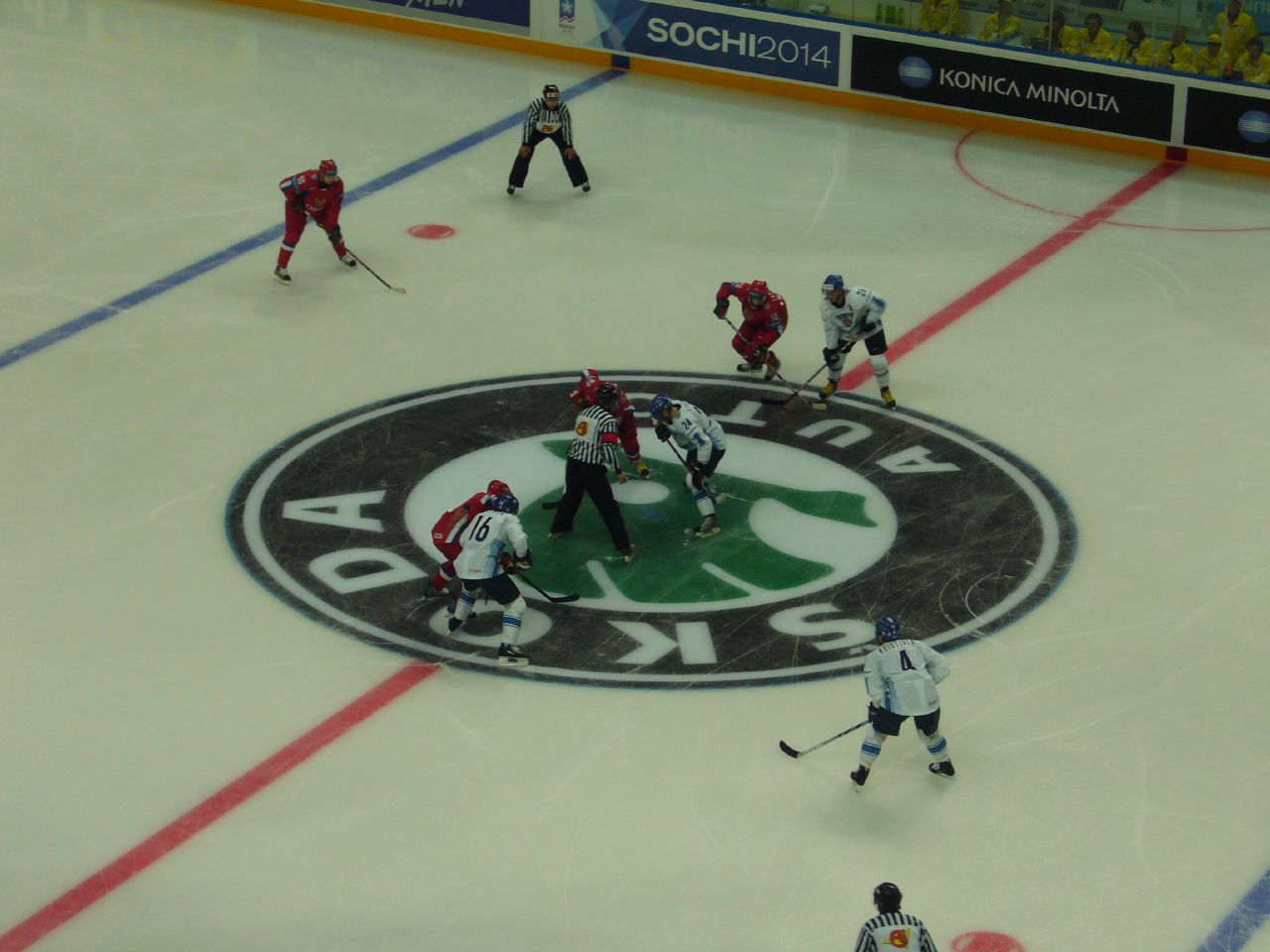
Finská (bílá) a ruská hokejová reprezentace při vzájemném zápase

Finské národní hokejové mužstvo patří mezi nejlepší národní reprezentační mužstva v ledním hokeji v současnosti. Největšími úspěchy mužstva jsou zlaté medaile z Mistrovství světa v ledním hokeji v letech 1995, 2011, 2019, 2022 a ze ZOH 2022 v Pekingu. Na ZOH 1988 v Calgary a ZOH 2006 v Turíně získalo stříbrnou medaili.
První mezistátní utkání sehrálo proti Švédsku 29. ledna 1928 v Helsinkách (prohrálo 1:8). Poprvé proti Československu hrálo Finsko 14. února 1949 na mistrovství světa a prohrálo 2:19 (proti samostatné české reprezentaci hrálo Finsko poprvé 25. dubna 1993 opět v rámci mistrovství světa a prohrálo 1:3).
Historicky první medaili z mistrovské soutěže reprezentačních mužstev získalo Finsko na Mistrovství Evropy 1985, na kterém obsadilo 3. místo.
V roce 2022 dokázala finská hokejová reprezentace získat zlatou medaili jak na ZOH v Pekingu, tak i na mistrovství světa.

## Historické výsledky

### Lední hokej na olympijských hrách
| Hokej na ZOH | Místo ZOH                           | Umístění         | Soupisky | Trenér                                        |
| ------------ | ----------------------------------- | ---------------- | -------- | --------------------------------------------- |
| LOH – 1920   | Belgie Antverpy                     | Ne               |          |                                               |
| ZOH – 1924   | Francie Chamonix                    | Ne               |          |                                               |
| ZOH – 1928   | Švýcarsko Svatý Mořic               | Ne               |          |                                               |
| ZOH – 1932   | USA Lake Placid                     | Ne               |          |                                               |
| ZOH – 1936   | Německá říše Garmisch-Partenkirchen | Ne               |          |                                               |
| ZOH – 1948   | Švýcarsko Svatý Mořic               | Ne               |          |                                               |
| ZOH – 1952   | Norsko Oslo                         | 7. místo         | Soupiska | Risto Lindroos                                |
| ZOH – 1956   | Itálie Cortina d'Ampezzo            | Ne               |          |                                               |
| ZOH – 1960   | USA Squaw Valley                    | 7. místo         | Soupiska | Joe Wirkkunen, Aarne Honkavaara               |
| ZOH – 1964   | Rakousko Innsbruck                  | 6. místo         | Soupiska | Joe Wirkkunen                                 |
| ZOH – 1968   | Francie Grenoble                    | 5. místo         | Soupiska | Augustin Bubník                               |
| ZOH – 1972   | Japonsko Sapporo                    | 5. místo         | Soupiska | Seppo Liitsola, Rauli Virtanen                |
| ZOH – 1976   | Rakousko Innsbruck                  | 4. místo         | Soupiska | Seppo Liitsola, Matti Rautiainen              |
| ZOH – 1980   | USA Lake Placid                     | 4. místo         | Soupiska | Kalevi Numminen, Kari Mäkinen                 |
| ZOH – 1984   | Jugoslávie Sarajevo                 | 6. místo         | Soupiska | Alpo Suhonen                                  |
| ZOH – 1988   | Kanada Calgary                      | Stříbrná medaile | Soupiska | Pentti Matikainen                             |
| ZOH – 1992   | Francie Albertville                 | 7. místo         | Soupiska | Pentti Matikainen, Sakari Pietilä             |
| ZOH – 1994   | Norsko Lillehammer                  | Bronzová medaile | Soupiska | Curt Lindström, Hannu Aravirta                |
| ZOH – 1998   | Japonsko Nagano                     | Bronzová medaile | Soupiska | Hannu Aravirta, Jari Kaarela, Esko Nokelainen |
| ZOH – 2002   | USA Salt Lake City                  | 6. místo         | Soupiska | Hannu Aravirta, Jari Kurri                    |
| ZOH – 2006   | Itálie Turín                        | Stříbrná medaile | Soupiska | Erkka Westerlund                              |
| ZOH – 2010   | Kanada Vancouver                    | Bronzová medaile | Soupiska | Jukka Jalonen, Risto Dufva, Timo Lehkonen     |
| ZOH – 2014   | Rusko Soči                          | Bronzová medaile | Soupiska | Erkka Westerlund                              |
| ZOH – 2018   | Jižní Korea Pchjongčchang           | 6. místo         | Soupiska | Lauri Marjamäki                               |
| ZOH – 2022   | Čína Peking                         | Zlatá medaile    | Soupiska | Jukka Jalonen                                 |
| ZOH – 2026   | Itálie Milán                        |                  | Soupiska |                                               |

## Mistrovství světa
| MS – 1949 | Švédsko (Stockholm)                                              | 7. místo                         | Soupiska                         | Henry Kvist                                                 |                                  |                                  |                                  |                                  |                                  |                                  |                                  |                                  |                                  |
| MS – 1950 | Velká Británie (Londýn)                                          | Ne                               |                                  |                                                             |                                  |                                  |                                  |                                  |                                  |                                  |                                  |                                  |                                  |
| MS – 1951 | Francie (Paříž)                                                  | 7. místo                         | Soupiska                         | Risto Lindroos                                              |                                  |                                  |                                  |                                  |                                  |                                  |                                  |                                  |                                  |
| MS – 1953 | Švýcarsko (Basilej, Curych)                                      | Ne                               |                                  |                                                             |                                  |                                  |                                  |                                  |                                  |                                  |                                  |                                  |                                  |
| MS – 1954 | Švédsko (Stockholm)                                              | 6. místo                         | Soupiska                         | Jarl Ohlson                                                 |                                  |                                  |                                  |                                  |                                  |                                  |                                  |                                  |                                  |
| MS – 1955 | NSR (Krefeld, Düsseldorf, Dortmund, Köln)                        | 9. místo                         | Soupiska                         | Aarne Honkavaara                                            |                                  |                                  |                                  |                                  |                                  |                                  |                                  |                                  |                                  |
| MS – 1957 | SSSR (Moskva)                                                    | 5. místo                         | Soupiska                         | Aarne Honkavaara                                            |                                  |                                  |                                  |                                  |                                  |                                  |                                  |                                  |                                  |
| MS – 1958 | Norsko (Oslo)                                                    | 6. místo                         | Soupiska                         | Aarne Honkavaara                                            |                                  |                                  |                                  |                                  |                                  |                                  |                                  |                                  |                                  |
| MS – 1959 | Československo (Bratislava, Ostrava, Brno, Kladno, Kolín, Praha) | 6. místo                         | Soupiska                         | Aarne Honkavaara                                            |                                  |                                  |                                  |                                  |                                  |                                  |                                  |                                  |                                  |
| MS – 1961 | Švýcarsko (Ženeva, Lausanne)                                     | 7. místo                         | Soupiska                         | Derek Holmes                                                |                                  |                                  |                                  |                                  |                                  |                                  |                                  |                                  |                                  |
| MS – 1962 | USA (Colorado Springs, Denver)                                   | 4. místo                         | Soupiska                         | Joe Wirkkunen                                               |                                  |                                  |                                  |                                  |                                  |                                  |                                  |                                  |                                  |
| MS – 1963 | Švédsko (Stockholm)                                              | 5. místo                         | Soupiska                         | Joe Wirkkunen, Aarne Honkavaara                             |                                  |                                  |                                  |                                  |                                  |                                  |                                  |                                  |                                  |
| MS – 1965 | Finsko (Tampere, Pori)                                           | 7. místo                         | Soupiska                         | Joe Wirkkunen, Aarne Honkavaara                             |                                  |                                  |                                  |                                  |                                  |                                  |                                  |                                  |                                  |
| MS – 1966 | Jugoslávie (Lublaň)                                              | 7. místo                         | Soupiska                         | Joe Wirkkunen, Aarne Honkavaara                             |                                  |                                  |                                  |                                  |                                  |                                  |                                  |                                  |                                  |
| MS – 1967 | Rakousko (Vídeň)                                                 | 6. místo                         | Soupiska                         | Augustin Bubník                                             |                                  |                                  |                                  |                                  |                                  |                                  |                                  |                                  |                                  |
| MS – 1969 | Švédsko (Stockholm)                                              | 5. místo                         | Soupiska                         | Augustin Bubník, Seppo Liitsola                             |                                  |                                  |                                  |                                  |                                  |                                  |                                  |                                  |                                  |
| MS – 1970 | Švédsko (Stockholm)                                              | 4. místo                         | Soupiska                         | Seppo Liitsola, Matias Helenius                             |                                  |                                  |                                  |                                  |                                  |                                  |                                  |                                  |                                  |
| MS – 1971 | Švýcarsko (Bern, Ženeva)                                         | 4. místo                         | Soupiska                         | Seppo Liitsola, Matias Helenius                             |                                  |                                  |                                  |                                  |                                  |                                  |                                  |                                  |                                  |
| MS – 1972 | ČSSR (Praha)                                                     | 4. místo                         | Soupiska                         | Seppo Liitsola, Rauli Virtanen                              |                                  |                                  |                                  |                                  |                                  |                                  |                                  |                                  |                                  |
| MS – 1973 | SSSR (Moskva)                                                    | 4. místo                         | Soupiska                         | Len Lunde                                                   |                                  |                                  |                                  |                                  |                                  |                                  |                                  |                                  |                                  |
| MS – 1974 | Finsko (Helsinky)                                                | 4. místo                         | Soupiska                         | Kalevi Numminen                                             |                                  |                                  |                                  |                                  |                                  |                                  |                                  |                                  |                                  |
| MS – 1975 | NSR (Mnichov, Düsseldorf)                                        | 4. místo                         | Soupiska                         | Seppo Liitsola                                              |                                  |                                  |                                  |                                  |                                  |                                  |                                  |                                  |                                  |
| MS – 1976 | Polsko (Katovice)                                                | 5. místo                         | Soupiska                         | Lasse Heikkilä, Seppo Liitsola                              |                                  |                                  |                                  |                                  |                                  |                                  |                                  |                                  |                                  |
| MS – 1977 | Rakousko (Vídeň)                                                 | 5. místo                         | Soupiska                         | Lasse Heikkilä                                              |                                  |                                  |                                  |                                  |                                  |                                  |                                  |                                  |                                  |
| MS – 1978 | ČSSR (Praha)                                                     | 7. místo                         | Soupiska                         | Kalevi Numminen                                             |                                  |                                  |                                  |                                  |                                  |                                  |                                  |                                  |                                  |
| MS – 1979 | SSSR (Moskva)                                                    | 5. místo                         | Soupiska                         | Kalevi Numminen, Kaj Matalamyaki                            |                                  |                                  |                                  |                                  |                                  |                                  |                                  |                                  |                                  |
| MS – 1981 | Švédsko (Stockholm, Göteborg)                                    | 6. místo                         | Soupiska                         | Kalevi Numminen                                             |                                  |                                  |                                  |                                  |                                  |                                  |                                  |                                  |                                  |
| MS – 1982 | Finsko (Tampere, Helsinky)                                       | 5. místo                         | Soupiska                         | Kalevi Numminen                                             |                                  |                                  |                                  |                                  |                                  |                                  |                                  |                                  |                                  |
| MS – 1983 | NSR (Düsseldorf, Dortmund, Mnichov)                              | 7. místo                         | Soupiska                         | Alpo Suhonen                                                |                                  |                                  |                                  |                                  |                                  |                                  |                                  |                                  |                                  |
| MS – 1985 | ČSSR (Praha)                                                     | 5. místo                         | Soupiska                         | Alpo Suhonen, Pentti Matikainen                             |                                  |                                  |                                  |                                  |                                  |                                  |                                  |                                  |                                  |
| MS – 1986 | SSSR (Moskva)                                                    | 4. místo                         | Soupiska                         | Rauno Korpi, Olli Hietanen                                  |                                  |                                  |                                  |                                  |                                  |                                  |                                  |                                  |                                  |
| MS – 1987 | Rakousko (Vídeň)                                                 | 5. místo                         | Soupiska                         | Rauno Korpi                                                 |                                  |                                  |                                  |                                  |                                  |                                  |                                  |                                  |                                  |
| MS – 1989 | Švédsko (Stockholm)                                              | 5. místo                         | Soupiska                         | Pentti Matikainen                                           |                                  |                                  |                                  |                                  |                                  |                                  |                                  |                                  |                                  |
| MS – 1990 | Švýcarsko (Bonn, Fribourg)                                       | 6. místo                         | Soupiska                         | Penti Matikainen, Hannu Jortikka                            |                                  |                                  |                                  |                                  |                                  |                                  |                                  |                                  |                                  |
| MS – 1991 | Finsko (Turku, Tampere, Helsinky)                                | 5. místo                         | Soupiska                         | Penti Matikainen                                            |                                  |                                  |                                  |                                  |                                  |                                  |                                  |                                  |                                  |
| MS – 1992 | ČSFR (Praha, Bratislava)                                         | Stříbrná medaile                 | Soupiska                         | Pentti Matikainen                                           |                                  |                                  |                                  |                                  |                                  |                                  |                                  |                                  |                                  |
| MS – 1993 | SRN (Dortmund, Mnichov)                                          | 7. místo                         | Soupiska                         |                                                             |                                  |                                  |                                  |                                  |                                  |                                  |                                  |                                  |                                  |
| MS – 1994 | Itálie (Canezei, Bolzano, Milán)                                 | Stříbrná medaile                 | Soupiska                         | Curt Lindström                                              |                                  |                                  |                                  |                                  |                                  |                                  |                                  |                                  |                                  |
| MS – 1995 | Švédsko (Stockholm)                                              | Zlatá medaile                    | Soupiska                         | Curt Lindström, Hannu Aravirta                              |                                  |                                  |                                  |                                  |                                  |                                  |                                  |                                  |                                  |
| MS – 1996 | Rakousko (Vídeň)                                                 | 5. místo                         | Soupiska                         |                                                             |                                  |                                  |                                  |                                  |                                  |                                  |                                  |                                  |                                  |
| MS – 1997 | Finsko (Helsinky, Turku, Tampere)                                | 5. místo                         | Soupiska                         | Curt Lindström, Hannu Aravirta                              |                                  |                                  |                                  |                                  |                                  |                                  |                                  |                                  |                                  |
| MS – 1998 | Švýcarsko (Curych, Basilej)                                      | Stříbrná medaile                 | Soupiska                         | Hannu Aravirta, Esko Nokelainen                             |                                  |                                  |                                  |                                  |                                  |                                  |                                  |                                  |                                  |
| MS – 1999 | Norsko (Hamar, Lillehammer, Oslo)                                | Stříbrná medaile                 | Soupiska                         | Hannu Aravirta, Esko Nokelainen                             |                                  |                                  |                                  |                                  |                                  |                                  |                                  |                                  |                                  |
| MS – 2000 | Rusko (Petrohrad)                                                | Bronzová medaile                 | Soupiska                         | Hannu Aravirta                                              |                                  |                                  |                                  |                                  |                                  |                                  |                                  |                                  |                                  |
| MS – 2001 | Německo (Norimberk, Kolín nad Rýnem, Hannover)                   | Stříbrná medaile                 | Soupiska                         | Hannu Aravirta, Jari Kaarela                                |                                  |                                  |                                  |                                  |                                  |                                  |                                  |                                  |                                  |
| MS – 2002 | Švédsko (Göteborg, Jönköping, Karlstad)                          | 4. místo                         | Soupiska                         | Hannu Aravirta                                              |                                  |                                  |                                  |                                  |                                  |                                  |                                  |                                  |                                  |
| MS – 2003 | Finsko (Helsinky)                                                | 5. místo                         | Soupiska                         | Hannu Aravirta, Jari Kaarela                                |                                  |                                  |                                  |                                  |                                  |                                  |                                  |                                  |                                  |
| MS – 2004 | Česko (Praha, Ostrava)                                           | 6. místo                         | Soupiska                         | Raimo Summanen, Erkka Westerlund, Jari Kurri                |                                  |                                  |                                  |                                  |                                  |                                  |                                  |                                  |                                  |
| MS – 2005 | Rakousko (Vídeň, Innsbruck)                                      | 7. místo                         | Soupiska                         | Timo Jutila, Risto Dufva, Hannu Virta                       |                                  |                                  |                                  |                                  |                                  |                                  |                                  |                                  |                                  |
| MS – 2006 | Lotyšsko (Riga)                                                  | Bronzová medaile                 | Soupiska                         | Erkka Westerlund                                            |                                  |                                  |                                  |                                  |                                  |                                  |                                  |                                  |                                  |
| MS – 2007 | Rusko (Moskva, Petrohrad)                                        | Stříbrná medaile                 | Soupiska                         | Erkka Westerlund                                            |                                  |                                  |                                  |                                  |                                  |                                  |                                  |                                  |                                  |
| MS – 2008 | Kanada (Québec, Halifax)                                         | Bronzová medaile                 | Soupiska                         | Doug Shedden, Jukka Jalonen                                 |                                  |                                  |                                  |                                  |                                  |                                  |                                  |                                  |                                  |
| MS – 2009 | Švýcarsko (Bern, Kloten)                                         | 5. místo                         | Soupiska                         | Jukka Jalonen, Timo Lehkonen, Risto Dufva                   |                                  |                                  |                                  |                                  |                                  |                                  |                                  |                                  |                                  |
| MS – 2010 | Německo (Kolín nad Rýnem a Mannheim)                             | 6. místo                         | Soupiska                         | Jukka Jalonen, Risto Dufva, Timo Lehkonen                   |                                  |                                  |                                  |                                  |                                  |                                  |                                  |                                  |                                  |
| MS – 2011 | Slovensko (Bratislava, Košice)                                   | Zlatá medaile                    | Soupiska                         | Jukka Jalonen, Risto Dufva, Timo Lehkonen                   |                                  |                                  |                                  |                                  |                                  |                                  |                                  |                                  |                                  |
| MS – 2012 | Finsko a Švédsko (Helsinky, Stockholm)                           | 4. místo                         | Soupiska                         | Jukka Jalonen                                               |                                  |                                  |                                  |                                  |                                  |                                  |                                  |                                  |                                  |
| MS – 2013 | Švédsko a Finsko (Stockholm, Helsinky)                           | 4. místo                         | Soupiska                         | Jukka Jalonen                                               |                                  |                                  |                                  |                                  |                                  |                                  |                                  |                                  |                                  |
| MS – 2014 | Bělorusko (Minsk)                                                | Stříbrná medaile                 | Soupiska                         | Erkka Westerlund                                            |                                  |                                  |                                  |                                  |                                  |                                  |                                  |                                  |                                  |
| MS – 2015 | Česko (Praha, Ostrava)                                           | 6. místo                         | Soupiska                         | Kari Jalonen, Lauri Marjamäki, Ville Peltonen               |                                  |                                  |                                  |                                  |                                  |                                  |                                  |                                  |                                  |
| MS – 2016 | Rusko (Moskva, Petrohrad)                                        | Stříbrná medaile                 | Soupiska                         | Kari Jalonen, Ville Peltonen                                |                                  |                                  |                                  |                                  |                                  |                                  |                                  |                                  |                                  |
| MS – 2017 | Německo (Kolín nad Rýnem) a Francie (Paříž)                      | 4. místo                         | Soupiska                         | Lauri Marjamäki                                             |                                  |                                  |                                  |                                  |                                  |                                  |                                  |                                  |                                  |
| MS – 2018 | Dánsko (Kodaň, Herning)                                          | 5. místo                         | Soupiska                         | Lauri Marjamäki, Ari Hilli, Mikko Manner, Jussi Tapola      |                                  |                                  |                                  |                                  |                                  |                                  |                                  |                                  |                                  |
| MS – 2019 | Slovensko (Bratislava, Košice)                                   | Zlatá medaile                    | Soupiska                         | Jukka Jalonen, Kari Lehtonen, Mikko Manner, Antti Pennanen  |                                  |                                  |                                  |                                  |                                  |                                  |                                  |                                  |                                  |
| MS – 2020 | Švýcarsko (Curych, Lausanne)                                     | Zrušeno kvůli pandemii covidu-19 | Zrušeno kvůli pandemii covidu-19 | Zrušeno kvůli pandemii covidu-19                            | Zrušeno kvůli pandemii covidu-19 | Zrušeno kvůli pandemii covidu-19 | Zrušeno kvůli pandemii covidu-19 | Zrušeno kvůli pandemii covidu-19 | Zrušeno kvůli pandemii covidu-19 | Zrušeno kvůli pandemii covidu-19 | Zrušeno kvůli pandemii covidu-19 | Zrušeno kvůli pandemii covidu-19 | Zrušeno kvůli pandemii covidu-19 |
| MS – 2021 | Lotyšsko (Riga)                                                  | Stříbrná medaile                 | Soupiska                         | Jukka Jalonen, Kari Lehtonen, Mikko Manner, Ari-Pekka Selin |                                  |                                  |                                  |                                  |                                  |                                  |                                  |                                  |                                  |
| MS – 2022 | Finsko (Helsinky, Tampere)                                       | Zlatá medaile                    | Soupiska                         | Jukka Jalonen                                               |                                  |                                  |                                  |                                  |                                  |                                  |                                  |                                  |                                  |
| MS – 2023 | Lotyšsko a Finsko (Riga, Tampere)                                | 7. místo                         | Soupiska                         | Jukka Jalonen                                               |                                  |                                  |                                  |                                  |                                  |                                  |                                  |                                  |                                  |
| MS – 2024 | (Praha, Ostrava)                                                 | 8. místo                         | Soupiska                         | Jukka Jalonen                                               |                                  |                                  |                                  |                                  |                                  |                                  |                                  |                                  |                                  |
| MS – 2025 | Švédsko a Dánsko (Stockholm, Herning)                            | 7. místo                         | Soupiska                         | Antti Pennanen                                              |                                  |                                  |                                  |                                  |                                  |                                  |                                  |                                  |                                  |

## Kanadský pohár
| Rok       | Místa turnaje                                                                        | Umístění         |
| --------- | ------------------------------------------------------------------------------------ | ---------------- |
| KP – 1976 | Montreal, Toronto, Philadelphia, Winnipeg, Ottawa, Quebec                            | 6. místo         |
| KP – 1981 | Montreal, Winnipeg, Ottawa, Edmonton                                                 | 6. místo         |
| KP – 1984 | Halifax, Montreal, Calgary, Londýn, Edmonton, Vancouver, Buffalo                     | Ne               |
| KP – 1987 | Calgary, Hamilton, Ottawa, Halifax, Montreal, Sydney                                 | 6. místo         |
| KP – 1991 | Toronto, Hamilton, Montreal, Ottawa, Quebec, Saskatoon, Chicago, Detroit, Pittsburgh | Bronzová medaile |

## Světový pohár
| Rok       | Místa turnaje                                                                                           | Umístění         |
| --------- | --- | ---------------- |
| SP – 1996 | Stockholm, Helsinky, Praha, Garmisch-Partenkirchen, Ottawa, Philadelphia, Montreal, Vancouver, New York | 5. místo         |
| SP – 2004 | Helsinky, Stockholm, Montreal, Kolín nad Rýnem, Saint Paul, Praha, Toronto                              | Bronzová medaile |

## Galerie dresů reprezentace
| ZOH 1988 | ZOH 1994 | ZOH 2010 | ZOH 2014 | ZOH 2018 | ZOH 2022 |
| \| \|    |          |          |          |          |          |
|          |          |          |          |          |          |

| 1992–1993 | 1998–2004 | 2014–2017 | 2018–2021 | 2022 | SP 2016 |
| \| \|     |           |           |           |      |         |
|           |           |           |           |      |         |

## Hlavní trenéři
| - Erkki Saarinen 1939–1941 - Risto Lindroos 1945–1946 - Henry Kvist 1946–1949 - Risto Lindroos 1950–1954 - Aarne Honkavaara 1954–1959 - Joe Wirkkunen 1959–1960 - Derek Holmes 1960–1961 - Joe Wirkkunen 1961–1966 | - Augustin Bubník 1966–1969 - Seppo Liitsola 1969–1972 - Len Lunde 1972–1973 - Kalevi Numminen 1973–1974 - Seppo Liitsola 1974–1976 - Lasse Heikkilä 1976–1977 - Kalevi Numminen 1977–1982 - Alpo Suhonen 1982–1986 | - Rauno Korpi 1986–1987 - Pentti Matikainen 1987–1993 - Curt Lindström 1993–1997 - Hannu Aravirta 1997–2003 - Raimo Summanen 2003–2004 - Erkka Westerlund 2004–2007 - Doug Shedden 2007–2008 - Jukka Jalonen 2008–2013 | - Erkka Westerlund 2013–2014 - Kari Jalonen 2014–2016 - Lauri Marjamäki 2016–2018 - Jukka Jalonen 2018– |

## Vyřazená čísla z reprezentace
- 5 - Timo Jutila
- 8 - Teemu Selänne
- 11 - Saku Koivu
- 14 - Raimo Helminen
- 16 - Ville Peltonen
- 17 - Jari Kurri
- 26 - Jere Lehtinen
- 44 - Kimmo Timonen